# ТЕС Maasstroom
51°53′24.2″ пн. ш. 4°21′7.4″ сх. д. / 51.890056° пн. ш. 4.352056° сх. д.
ТЕС Maasstroom – теплова електростанція у Нідерландах, споруджена за технологією комбінованого парогазового циклу.
Станцію у складі одного енергоблоку спорудили в портовій зоні Роттердаму на південному березі річки Ньїве-Маас, обіч ТЕС Rijnmond, яка була введена в дію кількома роками раніше (2010 та 2004 відповідно). Станція обладнали турбінами компанії Siemens: газовою SGT5-4000F потужністю 280 МВт та паровою SST5-3000 потужністю 148 МВт. Вони забезпечують паливну ефективність при виробництві електроенергії на рівні 59%. Блок може працювати у маневровому режимі із 250 запусками на рік, при цьому для досягнення повної потужності йому потрібно до 40 хвилин.
Видача продукції відбувається по підземній лінії напругою 380 кВ.
Загальна вартість проекту склала 480 млн. євро.